# Pedaliodes phaeaca
Pedaliodes phaeaca är en fjärilsart som beskrevs av Otto Staudinger 1897. Pedaliodes phaeaca ingår i släktet Pedaliodes och familjen praktfjärilar. Inga underarter finns listade i Catalogue of Life.